# Challenger MT 875B
Le Challenger MT 875B est l'un des tracteurs le plus puissant au monde. Il est fabriqué aux États-Unis par AGCO sous la marque Challenger.

## Record
En 2007, il a battu le record du monde en retournant la terre d'un champ de 644 hectares en un jour, en Roumanie. Il utilisait une charrue spéciale de 14 m fabriquée par Grégoire-Besson.

## Caractéristiques
- Moteur Caterpillar, puissance maximale : 600 ch
- Longueur x hauteur : 6,65 m x 3,5 m
- Vitesses : 40 km/h sur route, 20 km/h sur terre

Il ne possède pas de roues mais des chenilles. Il dispose d'un système de reconnaissance d'obstacle. Les modèles les plus sophistiqués ont un dispositif de guidage qui permet au conducteur de ne pas passer deux fois au même endroit.